# Rio Sapucaia
Der Rio Sapucaia (auch Rio Sapucaí oder Rio Rebouças) ist zusammen mit seinem Oberlauf Rio Piquirizinho ein etwa 82 km langer linker Nebenfluss des Rio Piquiri im Westen des brasilianischen Bundesstaats Paraná.

## Etymologie und Geschichte
Das Wort Sapucaia kommt aus dem Tupi. Es bedeutet Frucht, die das Auge herausspringen lässt. Wenn das Fruchtfleisch sich öffnet nimmt es die Form eines Auges an. Wortbestandteile sind sa = Auge, puca = das sich öffnet, und ia = Kürbis. Sapucaia- oder Paradiesnuss-Bäume kommen entlang der Küste Brasiliens bis nach Rio de Janeiro vor, teilweise auch bis nach Rio Grande do Sul. Es sind beeindruckende Hartholz-Bäume von bis zu 40 m Höhe. Mehrere Ortschaften Brasiliens in Pará, Rio de Janeiro und Rio Grande do Sul tragen diesen Namen.
Der Fluss wird auch als Rio Sapucaí oder Rio Rebouças bezeichnet.

## Geografie

### Lage
Das Einzugsgebiet des Rio Sapucaia befindet sich auf dem Terceiro Planalto Paranaense (Dritte oder Guarapuava-Hochebene von Paraná).

### Verlauf
Das Quellgebiet des Rio Piquirizinho liegt im Munizip Corbélia auf 622 m Meereshöhe zwischen den Ortschaften Corbélia und Braganey etwa 3 km nordwestlich der Ortschaft Munhoz da Rocha.
Der Fluss verläuft mit vielen Windungen überwiegend in nordöstlicher Richtung. Nach etwa 22 km fließt er mit dem Rio Sapucaia zusammen und nimmt dessen Namen an. Er fließt auf der Grenze zwischen den Munizipien Iguatu und Anahy von links in den Rio Piquiri. Er mündet auf 296 m Höhe. Er ist etwa 82 km lang.

### Munizipien im Einzugsgebiet
Am Rio Sapucaia liegen die vier Munizipien Corbélia, Braganey, Iguatu und Anahy.